# محمد الهاشمي البغدادي
محمد يحيى عبد القادر الهاشمي البغدادي (1898 - 9 أكتوبر 1973) شاعر وكاتب وحقوقي عراقي. ولد في بغداد وتعلّم فيها، على شقيقه الأكبر عبد المجيد وكبار علماء بغداد. كان مولعًا بالشعر فنظمه وهو في الثانية عشرة من عمره. حُكم عليه بالسجن وهو فتى بسبب قصائده الوطنية في العهد العثماني. ارتحل إلى مصر وأقام فيها زمنًا يدرس في الأزهر، ثم انتسب إلى الجامعة المصرية، لكنّه تركها بسبب الثورة العرابية. جاور الأزهر ست سنوات ذهب في خلالها إلى مكة وشارك في تحرير جريدة القبلة سنة 1916. ذهب إلى دمشق ثم عاد إلى بغداد 1921 وتخرّج بمدرسة الحقوق 1925، ثم عمل فيها موظّفًا وأصدر مجلة اليقين لثلاث سنوات. توفي في بغداد. له عدة مؤلفات في موضوعات شتى ودواوين شعرية.

## سيرته

### سنواته الأولى والتعليم
ولد محمد بن يحيى بن عبد القادر الهاشمي سنة 1316 هـ/ 1898 م في بغداد. تعلم بمدرسة الكرخ. تتلمذ لأخيه الأكبر السيد عبد المجيد الهاشمي، ثم دخل المدرسة الرسمية وبعدها المكتب السلطاني «المدرسة السلطانية» ثم تركها. بتشجيع من أخيه عبد المجيد، لينتظم في حلقات دروس السيد علي علاء الدين الآلوسي، فدرس عليه كتاب «مبادئ اللغة» للاسكافي، ثم تتلمذ على الامام السيد محمود شكري الآلوسي فدرس الفقه الإسلامي والفقه الحنفي واحكام المعاملات. أجيزا بعلم الحديث من قبل العالم الهندي أبو إسماعيل الهندي الدهلوي عندما زار الأخير بغداد سنة 1912. سجن لشعر قاله.

### في مصر وسوريا
خرج من بغداد فرحل إلى القاهرة سنة 1913. يث درس في مدرسة «دار الدعوة»، ثم الازهر وأخذ منه شهادة القسم الثانوي بتاريخ 1917/12/17، التي خولته الدخول إلى الجامعة المصرية وكانت موقعة باسم مشيخة الأزهر والسلطان حسين كامل. وفي الجامعة المصرية - القسم الادبي مكث عاما كاملا، حيث درس على اعلام الأدب والعلم فيها، امثال محمد الخضري ومصطفى القاياتي وعلي المرصفي. وقد ترك الهاشمي الجامعة المصرية لاسباب عدة منها اختلافه مع (علي الشمس باشا) مؤرخ الشرق القديم، حول قصة (سبأ وبلقيس) نقلا عن القرآن.

بعدها سافر إلى دمشق ودرس الفرنسية على الشيخ عبد القادر المغربي، ثم رجع إلى القاهرة لدراسة الطب، إلا أن ضيق العيش منعه من تحقيق ذلك، فأاخذ يكتب المباحث الأدبية والتاريخية وينشرها في «المقتطف». وبعد إسقاط الحكم الفيصلي في الشام من قبل الفرنسيين، نفي الهاشمي إلى جزيرة «ارواد» لمدة (100) يوم، وبعدها افرج عنه، وعاد إلى بغداد.

### عودة إلى العراق
عاد إلى بغداد 1921. فعيّن في إحدى الوظائف واستقال. وتخرّج بمدرسة الحقوق البغدادية 1925 وعيّن في بعض محاكم العراق في 1927 وأصدر مجلة اليقين ثلاث سنوات. 

عمل في وزارة الدفاع لمدة سنتين، ثم انتقل منها إلى (البلاط الفيصلي) ولم تطل مدة اشتغاله فيه لوشاية دسها عليه (رستم حيدر) واثبتت براءته منها لاحقا، وحاول التوسط له، بعد أن تخلص منه من البلاط، لدى ساطع الحصري ليجد له عملا في الدولة ولكن الهاشمي رفض هذا العرض. اشتغل السيد الهاشمي بالمحاماة لكي يحظى بحرية العمل ولكنه ولأسباب ماليه اضطر إلى اشغال منصب «كاتب أول» في حاكمية الحلة، لفترة قصيرة، ثم أخذ يتنقل بين محاكم المدن العراقية، مثل: بغداد والعمارة والبصرة والرمادي وبعقوبة والكوت حتى انتهى به المطاف إلى رئاسة المجلس الشرعي السني في بغداد، ثم انتدب حاكما في محكمة تميز العراق، وبقى فيها حتى احيل على التقاعد في 1961/6/18 م بمقتضى المرسوم الجمهوري المرقم بـ (294) والمؤرخ في محرم 1381هـ / 18 حزيران 1961 م وذلك بسبب خلاف مع الزعيم عبد الكريم قاسم وتدخله في استقلال القضاء.

ولما عاد إلى بغداد وضمن نشاطه في مجال الصحافة، اصدر اليقين : مجلة ادبية تعد من مراجع دراسة الأدب العراقي الحديث، اصدرها الهاشمي في بغداد، ودام صدورها لمدة ثلاث سنوات (1922- 1924 م) وحياها شعراء العراق ومنهم الشاعر عبد الرحمن البناء والشاعر الموصلي إسماعيل حقي آل فرج الجبوري؛الأخلاق جريدة اسبوعية ادبية علمية، صدر عددها الأول في 1926/11/24 م وكان الهاشمي مديرها المسؤول وصاحبها الشاعر عبد الرحمن البناء.

### وفاته
توفي محمد الهاشمي البغدادي ظهر يوم الجمعة 9 أكتوبر 1973، ودفن في مقبرة الشيخ معروف الكرخي، في كرخ بغداد.

## حياته الشخصية
تزوج الهاشمي مرتين، انتهى زواجه الأول بوفاة زوجته (أم سامي) التي رثاها بمرارة وجزع بعدد من القصائد المنشورة وغير المنشورة وله منها ذرية كثيرة في العراق وأوروبا، ثم تزوج من (أم عاقب) التي توفيت في 2010/11/28 م وله منها ذرية كثيرة في العراق وأوروبا وأمريكا الشمالية.

## مؤلفاته
- عبرات الغريف، الجزء الأول من ديوان شعره، وقدم له أخوه الشاعر رشيد الهاشمي
- القضاء بين يديك، في نسبته إليه شك، 1957
- الأبطال الثلاثة، في سيرة ملك العراق، الغازي الأول ومصطفى كمال ورضا البهلوي.
- سميرأميس بين الحقيقة والأسطورة، مسرحية شعرية
- المثاني، ديوان آخر له في مجلد كبير، 1963
- تحقيق ديوان عبد الله ابن الدمينة، نشره بالاشتراك مع محي الدين رضا
- النعت، مجموعة قصائد قالها في مدح النبي محمد، وقدم لها المحامي عبد الرحيم الراوي، وطبعت سنة 1947 م.
- سميراميس، مسرحية شعرية، طبعها في بغداد، مطبعة النجاح، سنة 1959 م، وتقع في (115) صفحة.

من مؤلفاته مخطوطة:
- اراجيز العرب:- ديوان جمع فيه اراجيز العرب بتكليف من استاذه السيد علاء الدين الالوسي، وعليه تقريظ للسيد الالوسي وبخطه، ومذكور في الصفحة 64 من كتاب (الدر المنتثر).
- الأمثال البغدادية وهي من موارد موسوعتي العميد عبد الرحمن التكريتي:(الأمثال البغدادية المقارنة)، و (جمهرة الكنايات البغدادية).
- الرفيق في الحج، يبحث في فريضة الحج وآدابه.
- مباحث في القرآن الكريم.
- ملاحم وقصص شعرية.
- مجموعة من قصائد واشعار القاها في مناسبات مختلفة.
- كتاب في (فلسفة الخيام). ويتضمن ترجمة (854) رباعية من اللغة الفارسية إلى العربية، ومن ضمنها مجموعة الخيام الشعرية المحفوظة في المتحف البريطاني، وهو الآن قيد الطبع.
- المثاني - الجزء الثاني، قيد الطبع.
- كتاب (رسالة الامة العربية في القرآن) قيد الطبع.